# Ugly Betty
Ugly Betty es una serie de televisión estadounidense basada en la famosa telenovela colombiana Yo soy Betty, la fea, producida por Silvio Horta y estrenada el 28 de septiembre de 2006 en Estados Unidos por la cadena de televisión ABC. Estuvo protagonizada por America Ferrera junto a Eric Mabius y Vanessa Williams. También contó con Becki Newton Ana Ortiz y Tony Plana.
La serie sigue la vida de Betty Suárez (Ferrara), una chica muy inteligente y de buen corazón, pero no muy agraciada físicamente, que consigue un trabajo como asistente del editor de una importante revista de Nueva York, Mode. Está producida por Silent H, Ventanarosa y Reveille con el apoyo de ABC Studios. Está grabada principalmente en escenarios de Los Ángeles, California, menos la tercera y cuarta temporada, que han sido rodadas en Nueva York. Los productores ejecutivos son Salma Hayek, Silvio Horta, Ben Silverman, José Tamez y Joel Fields.
Durante sus tres primeras temporadas, la serie se emitió en la noche de los jueves, donde fue todo un éxito de audiencia. Para su cuarta temporada, la cadena ABC trasladó la serie a la noche de los viernes, donde no consiguió el apoyo esperado. Temiendo la cancelación de la serie por su baja audiencia, los fanáticos pidieron a ABC trasladar la serie a la noche de los miércoles, donde compartiría parrilla con los nuevos éxitos de la cadena, Modern Family y Cougar Town.
El 27 de enero de 2010, ABC anunció la cancelación de la serie, alegando que esta no renovaría para una quinta temporada debido al desgaste de audiencia sufrido a lo largo de su transmisión. El final de la serie se emitió el 14 de abril de 2010.

## Argumento
Betty Suárez es una chica con un gran corazón, valiente y muy ingenua que carece totalmente del sentido de la moda. Betty es empujada de repente a un mundo muy diferente al suyo cuando consigue un trabajo en Mode, una revista de moda y tendencia, con sede en Manhattan, y parte del imperio de la editorial Meade, presidida por Bradford Meade. El hijo de Bradford, Daniel, es nombrado redactor jefe de Mode tras la misteriosa muerte de Fey Sommers. Meade se encarga personalmente de contratar a Betty como secretaria de su hijo, ya que cree, puede ser una de las únicas mujeres cualificadas para el trabajo con la que, debido a su aspecto, Daniel nunca se acostaría. Aunque el mujeriego Daniel se muestra frío con ella en un principio, el espíritu indomable de Betty junto con sus brillantes ideas, terminarán por conquistarle y hacerlo su amigo. Y aunque ninguno de los dos conoce los entresijos del mundo de la moda, juntos formarán un equipo formidable contra sus enemigos.
Wilhelmina Slater, enfadada por el ascenso de Daniel al puesto que ella ha codiciado desde hace años y con el apoyo de su oportunista asistente Marc y de la perversa recepcionista Amanda, intentará hundir al editor y su ayudante. Los únicos amigos con los que puede contar Betty en la revista, son la bondadosa costurera Christina McKinney y Henry Grubstick, que trabaja como contable en la revista, y por el que la chica siente una irremediable atracción.
Lejos del trabajo, la vida familiar de Betty carece de glamour. Su padre Ignacio se enfrenta a un problema con inmigración y su hermana Hilda intenta sacar adelante a su hijo gay Justin como madre soltera.

## Episodios

### Primera temporada
La primera temporada estreno en Estados Unidos el 28 de septiembre de 2006 y contó con un total de 23 episodios finalizando el 17 de mayo de 2007. Esta temporada comienza con la entrada de Betty Suárez (una chica poco agraciada) como asistente de Daniel Meade (redactor jefe) en la revista Mode. Aunque al principio a Daniel no le gusta la idea de que Betty sea su asistente, ya que en realidad ella fue contratada por su padre Bradford Meade para que no se viera tentado a seguir acostándose con sus asistentes, sin embargo poco a poco se va dando cuenta de lo que vale Betty y ambos entablan a lo largo de la temporada una bonita amistad.  Mientras Betty se acopla a su cambio de vida trabajando en Manhattan, tiene que lidiar también con su vida sentimental con su primer novio Walter y su nuevo amor Henry. La vida familiar de Betty también sufre un cambio radical tras enterarse de que su padre (Ignacio Suárez) es realmente un inmigrante e intentar junto con su hermana (Hilda Suárez) que no lo deporten, mientras esta última también tiene sus propios líos buscando un nuevo empleo e intentando salvar su relación con Santos, el padre de su hijo (Justin). Daniel, mientras tanto, tiene que lidiar con sus múltiples conquistas, entre ellas Sofía Reyes, una mujer de la cual llega a enamorarse; También tiene que luchar por mantener su puesto contra Wilhemina Slater, la directora creativa de Mode, quien tras la muerte de Fey Sommers (antigua editora a cargo) anhelaba su cargo como redactor jefe. Wilhemina, con la ayuda de una "mujer enmascarada", busca la forma de apoderarse de la compañía; Mientras Christina, la mejor y quizá única amiga de Betty en Mode, para poder alcanzar su sueño de diseñadora, temporalmente se une a Wilhemina, dejando en el anonimato unas pruebas en una estación de policía que revelan la “verdad” tras el asesinato de Fey Sommers y la muerte de Álex Meade (hermano mayor de Daniel).

### Segunda temporada
La segunda temporada comenzó el 27 de septiembre de 2007 en Estados Unidos y debido a una huelga de guionistas tuvo tan solo 18 episodios finalizando el 22 de mayo de 2008. La mayoría del argumento se basa en el triángulo amoroso de Betty entre Henry y un vendedor de sándwiches apodado Gio. Claire escapa de la prisión siendo posteriormente capturada y juzgada por el asesinato de Fey Sommers. Mientras tanto, la boda de Wilhemina y Bradford tiene un trágico final que desemboca una guerra entre Alexis y Daniel por el poder de la compañía. Amanda comienza la búsqueda de su padre biológico mientras Marc comienza una relación con el fotógrafo Cliff St. Paul. Hilda, al mismo tiempo, comienza su carrera como estilista y una relación con el maestro de educación física de Justin. Christina regresa con su enfermo esposo y Wilhemina trata de concebir un heredero de la fortuna Meade utilizando un esperma de Bradford.

### Tercera temporada
La tercera temporada comenzó el 25 de septiembre de 2008 y tuvo un total de 24 episodios, finalizando el 21 de mayo de 2009. El argumento en esta temporada se basa en la decisión de Betty de mudarse a Manhattan, su deseo de ascender y su decisión de no tener más líos amorosos, deseos que pronto se ven frustrados ya que Ignacio sufre un ataque al corazón y Betty pronto se ve envuelta en un efímero enamoramiento con su vecino Jesse y posteriormente su naciente amor por Matt, un compañero de YETI (un programa de Entrenamiento Para Jóvenes Editores), que marca también una nueva etapa en su relación con él, quien también toma el programa. Su relación con Amanda también cambia drásticamente cuando Betty decide ayudarla dándole albergue en su nuevo apartamento. Esta temporada muestra un cambio y madurez no solo en la vida de Betty sino también en la de Daniel, quien ahora desea establecerse y forma una familia. Daniel pronto se ve envuelto en un dilema ya que se enamora de Molly, la prometida de Connor Owens, un antiguo amigo de la universidad a quien deja a cargo de las finanzas de Mode. Connor pronto provoca una serie de sucesos inesperados despertando suspiros en Wilhelmina quien se encuentra en la espera del nacimiento de su hijo, el que se vio amenazado por una crisis de Alexis en la cual lanzó a Christina por las escaleras lo cual le costó su parte del imperio Meade para obtener su libertad y su posterior salida junto con su hijo a Francia. Wilhemina gana el corazón de Connor cuando Molly termina su relación porque pronto se ve enamorada de Daniel. Pero la relación de Wilhemina con Connor y su estabilidad emocional como la ahora redactora jefe (junto con Daniel) se ve amenazada por una decisión que toma Connor, que deja la compañía al borde de la quiebra y la verdadera identidad de su recién nacido hijo. Daniel, sin embargo, ahora desea formar una familia junto con Molly, pero pronto su felicidad se ve también amenazada, no solo por la quiebra de la compañía y sus intentos por salvarla sino también porque Molly tiene cáncer y pronto morirá.

### Cuarta temporada
La cuarta temporada estrenó el 16 de octubre de 2009 con un nuevo horario los viernes. A partir del 6 de enero de 2010 comenzó a transmitirse los miércoles a las 10:00 p. m./9:00 p. m. centro. Esta temporada marca una nueva etapa en la vida de Betty quien ha sido ascendida a editora asociada de Mode y sus tensiones con Matt, quien es ahora su jefe, el resentimiento de Marc por haber obtenido el cargo y un triángulo con Amanda quien está enamorada de este. Mientras tanto, Daniel intenta superar la pérdida de Molly, mientras Claire intenta encontrar a un hijo, al cual abandonó, que tuvo con Calvin Hartley (el padre de Matt) y con quien ha reiniciado una relación. Wilhelmina por su parte intenta encontrar a Connor mientras trata por todos los medios evitar que su hija Nico vaya a la cárcel por asesinato. A finales de enero de 2010, se dio la noticia de que esta sería la última temporada de la serie y que tendría un total de 20 episodios, finalizando el 14 de abril de 2010.
Final
El final se transmitió el día 14 de abril de 2010 y obtuvo el rating más alto de su última temporada. En el final, Betty toma la decisión de aceptar un trabajo en Londres que la ayuda a realizar su sueño desde el principio de la serie. Esta noticia causa una frustración en Daniel, quien con la ayuda de Claire se da cuenta de que está enamorado de Betty, pero aun así piensa que tiene que dejarla ir. Amanda encuentra por fin a su padre, quien también la había estado buscando. Hilda, ahora casada con su amor de juventud Bobby, decide irse a vivir a Manhattan con su hijo, pero Ignacio decide no irse con ella y quedarse en su casa.
Cuando Betty se va, Daniel decide renunciar a Mode y dejar a Whilelmina a cargo de la revista, porque él sabe que ella realmente se lo merece, cuando esta le pregunta qué hará, él responde que comenzará de nuevo. Whilelmina, con la ayuda creativa de Marc, queda a cargo de Mode e intenta sacar a Connor, el amor de su vida, de la cárcel. Mientras, Betty está en Londres, realizando su sueño, se encuentra con Daniel, quien fue a buscarla y le contó su decisión de dejar Mode y de comenzar desde el principio por sí mismo. Daniel pide disculpas por no haberse despedido, Betty se las concede y le pregunta si volverá nuevamente a New York. Él le responde que no, que se quedará por un tiempo, para ver que consigue.
La escena termina cuando Daniel invita a cenar a Betty y ella acepta, diciéndole que tiene que volver a trabajar y ofreciéndole un puesto para que sea su asistente. Él sonríe y dice que le enviará su curriculum vitae/résumé. Betty continua su camino, en ese momento aparecen las palabras Ugly Betty y mientras ella avanza, la palabra Ugly desaparece, dejando solo Betty.

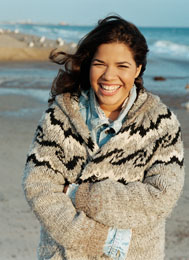
America Ferrera interpreta a Betty.

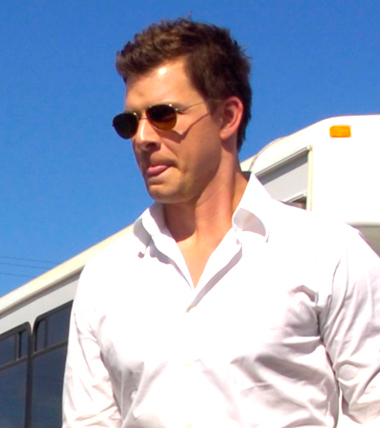
Eric Mabius interpreta a Daniel Meade.

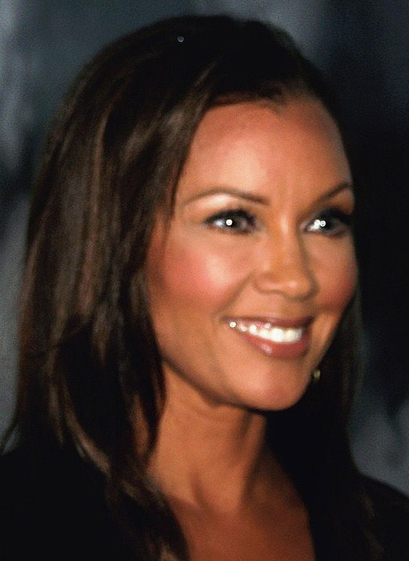
Vanessa Williams interpreta a Wilhelmina Slater.

## Reparto principal
| Actor              | Personaje          | Temporadas                            | Episodios                        |
| ------------------ | ------------------ | ------------------------------------- | -------------------------------- |
| America Ferrera    | Betty Suarez       | Todas                                 | 1.01-4.20                        |
| Eric Mabius        | Daniel Meade       | Todas                                 | 1.01-4.20                        |
| Vanessa Williams   | Wilhelmina Slater  | Todas                                 | 1.01-4.20                        |
| Michael Urie       | Marc St. James     | Todas                                 | 1.01-4.20                        |
| Becki Newton       | Amanda Tanen       | Todas                                 | 1.01-4.20                        |
| Ana Ortiz          | Hilda Suárez       | Todas                                 | 1.01-4.20                        |
| Tony Plana         | Ignacio Suárez     | Todas                                 | 1.01-4.20                        |
| Mark Indelicato    | Justin Suárez      | Todas                                 | 1.01-4.20                        |
| Alan Dale          | Bradford Meade     | Regular 1-2                           | 1.01-2.09                        |
| Ashley Jensen      | Christina McKinney | Regular 1–3, invitada 4               | 1.01-3.21, 4.18                  |
| Rebecca Romijn     | Alexis Meade       | Regular 1–2, recurrente 3             | 1.13-3.04                        |
| Judith Light       | Claire Meade       | Regular 2–4, recurrente 1             | 1.05-4.20                        |
| Christopher Gorham | Henry Grubstick    | Regular 2, recurrente 1, invitado 3–4 | 1.05-2.18, 3.01, 3.23, 4.18-4.19 |
| Daniel Eric Gold   | Matt Hartley       | Regular 4, recurrente 3               | 3.15-4.11                        |
| Max Greenfield     | Nick Pepper        | Regular 1, 2                          |                                  |

## Reparto secundario
| Actor            | Personaje         | Temporadas | Episodios                                      |
| ---------------- | ----------------- | ---------- | ---------------------------------------------- |
| Kevin Sussman    | Walter            | 1          | 1.01 - 1.16                                    |
| Salma Hayek      | Sofía Reyes       | 1          | 1.06 - 1.12                                    |
| Lindsay Lohan    | Kimmie Keegan     | 2-3        | 2.18 - 3.06                                    |
| Freddy Rodríguez | Gio Rossi         | 2-3        | 2.03 - 2.10 - 2.13 - 3.04 , 4.18               |
| Alec Mapa        | Suzuki St. Pierre | 2-4        | 2.01 - 4.20                                    |
| Grant Bowler     | Connor Owens      | 3-4        | 3.06 - 4.20                                    |
| Sarah Lafleur    | Molly Meade       | 3          | 3.08 - 3.24 , 4.07                             |
| Adam Rodríguez   | Bobby Talercio    | 4          | 4.06 , 4.08 - 4.12 , 4.14 - 4.15 , 4.18 - 4.20 |
| Angélica Vale    | Angélica          | 1          | Últimos capítulos de 1 temp.                   |

## Lanzamientos en DVD
Walt Disney Studios Home Entertainment ha lanzado las primeras cuatro temporadas de Ugly Betty en DVD en las regiones 1 & 2, y también están disponibles en la Región 4. En España se han editado todas las temporadas.
| Nombre DVD                                                | Episodios# | Fecha lanzamiento        | Fecha lanzamiento        | Fecha lanzamiento     |
| Nombre DVD                                                | Episodios# | Región 1                 | Región 2                 | Región 4              |
| --------------------------------------------------------- | ---------- | ------------------------ | ------------------------ | --------------------- |
| La primera temporada completa - The Bettyfied Edition     | 23         | 21 de agosto de 2007     | 24 de septiembre de 2007 | 31 de octubre de 2007 |
| La segunda temporada completa - Brighter, Bolder, Bettyer | 18         | 9 de septiembre de 2008  | 10 de noviembre de 2008  | 11 de marzo de 2009   |
| La tercera temporada completa - Start Spreading The News  | 24         | 22 de septiembre de 2009 | 7 de diciembre de 2009   | -                     |
| La temporada final                                        | 20         | -                        | -                        | -                     |

## Impacto cultural
Después del debut del programa, los personajes principales, especialmente el personaje principal, rápidamente se convirtieron en elementos fijos del léxico de la cultura de los medios pop, y se hace referencia al programa y sus personajes en parodias, historias de los medios de comunicación y situaciones de la vida que imitan el arte. El impacto del programa en los temas y la cultura también atrajo la atención del Congreso de los Estados Unidos , donde el 17 de enero de 2007, la congresista de California Hilda Solís felicitó a Ferrera tanto por su victoria en el Globo de Oro como por aportar un perfil positivo. a las comunidades latina e hispana. Además de ese reconocimiento, el 8 de mayo de 2007, la estrella América Ferrera fue honrada por TIME en la lista anual de la revista de las 100 personas más influyentes. El evento tuvo lugar en el Lincoln Center de Nueva York y la actriz fue reconocida por desafiar los estereotipos con el espectáculo. El éxito de Ugly Betty y cómo abordó las imágenes corporales entre las mujeres en general inspiró una serie de informes en Entertainment Tonight , en los que la reportera Vanessa Minnillo fue encubierta con un traje gordo para ver si las mujeres eran discriminadas por su apariencia. Los grupos de concientización LGBT como GLAAD también han notado el impacto positivo que ha tenido el programa, particularmente en lo que respecta a la historia de la salida del armario del sobrino adolescente de Betty, Justin.
La activista por la educación Malala Yousafzai ha citado a "Ugly Betty" como una fuente temprana e importante sobre su desarrollo como feminista. Su padre la animó a ver el programa para mejorar su inglés y quedó impresionada por la libertad que tenían Betty y sus amigos "mientras caminaban libremente por las calles de Nueva York, sin velos que cubrieran sus rostros y sin necesidad de para que los hombres los acompañen." Malala reveló en sus memorias que sueña con mudarse a la ciudad de Nueva York y trabajar en una revista, al igual que el personaje principal del programa.

## Premios y nominaciones

### Premios Globo de Oro
| Año  | Categoría                       | Nominados       | Resultado | Ref.  |
| ---- | ------------------------------- | --------------- | --------- | ----- |
| 2007 | Mejor actriz - Serie de Comedia | America Ferrera | Ganadora  | [ 2 ] |
| 2008 | Mejor actriz - Serie de Comedia | America Ferrera | Nominada  | [ 2 ] |
| 2009 | Mejor actriz - Serie de Comedia | America Ferrera | Nominada  | [ 2 ] |

### Premios Primetime Emmy
| Año  | Categoría                       | Nominados       | Resultado | Ref.  |
| ---- | ------------------------------- | --------------- | --------- | ----- |
| 2007 | Mejor actriz - Serie de Comedia | America Ferrera | Ganadora  | [ 3 ] |
| 2008 | Mejor actriz - Serie de Comedia | America Ferrera | Nominada  | [ 3 ] |

### Premios del Sindicato de Actores
| Año  | Categoría                        | Nominados                                             | Resultado | Ref.  |
| ---- | -------------------------------- | ----------------------------------------------------- | --------- | ----- |
| 2007 | Mejor actriz - Serie de Comedia  | America Ferrera                                       | Ganadora  | [ 4 ] |
| 2007 | Mejor reparto - Serie de Comedia | Salma Hayek, Silvio Horta, Ben Silverman y José Tamez | Nominados | [ 4 ] |
| 2008 | Mejor actriz - Serie de Comedia  | America Ferrera                                       | Nominada  | [ 5 ] |
| 2008 | Mejor reparto - Serie de Comedia | Salma Hayek, Silvio Horta, Ben Silverman y José Tamez | Nominados | [ 5 ] |
| 2009 | Mejor actriz - Serie de Comedia  | America Ferrera                                       | Nominada  | [ 6 ] |